# Asterodiaspis
Asterodiaspis är ett släkte av insekter som beskrevs av Victor Antoine Signoret 1877. Asterodiaspis ingår i familjen gropsköldlöss.
Släktet innehåller bara arten Asterodiaspis variolosa.